# Ratón Vacanti
El ratón Vacanti era un ratón de laboratorio  que tuvo una neoplasia similar a una oreja humana en su espalda. La "oreja" era de hecho un cartílago crecido al sembrar células cartilaginosas de vaca a un molde biodegradable en forma de oreja que entonces fue implantado bajo la piel del ratón, donde el cartílago creció por sí mismo de manera natural.
El earmouse, como se dio a conocer, fue creado por Charles Vacanti y colegas en el Departamento de Anestesiología (Escuela Médica de la Universidad de Massachusetts) y sus resultados fueron publicados en 1997. El ratón es conocido como un ratón "desnudo" o inmunodeprimido, regularmente utilizado por su naturaleza inmunodeficiente para impedir el rechazo del trasplante.
La foto del ratón fue pasada alrededor de Internet, principalmente vía correo electrónico, a veces con poco o ningún texto adjunto, llevando a muchas personas a especular si la foto era real. A finales de los años 1990, la foto incitó una ola de protestas en contra de la ingeniería genética—a pesar de que en este experimento ninguna manipulación genética tuvo lugar. Incluso la raza de ratón utilizada no es genéticamente modificada; es el resultado de una mutación genética natural y espontánea. 